# سزار مونتس
سزار مونتس (اسپانیایی: César Montes‎؛ زادهٔ ۲۴ فوریهٔ ۱۹۹۷) بازیکن فوتبال اهل مکزیک است.
از باشگاه‌هایی که در آن بازی کرده‌است می‌توان به باشگاه فوتبال مونتری اشاره کرد.
وی همچنین در تیم‌های ملی فوتبال زیر ۲۳ سال مکزیک و مکزیک بازی کرده‌است.